# Friedrich Ebert (hijo)
Friedrich "Fritz" Ebert Jr. (Bremen, 12 de septiembre de 1894 - Berlín Este, 4 de diciembre de 1979) fue un político alemán y dirigente de la Alemania Oriental, hijo del Presidente alemán Friedrich Ebert. Originalmente fue un socialdemócrata, pero tras la Segunda Guerra Mundial se afilió al Partido Socialista Unificado de Alemania (SED).

## Biografía

### Carrera política
Nacido en Bremen en 1894, era hijo de Friedrich Ebert, destacado líder socialdemócrata y posteriormente primer Presidente de Alemania tras el nacimiento de la República de Weimar en 1919. Ebert Junior se unió a las juventudes socialdemócratas en 1910 y al SPD en 1913. Tras el comienzo de la Primera Guerra Mundial, en 1915 se alistó en el Ejército y participó en la guerra. Durante la década de 1920 trabajó para varios medios socialdemócratas. Entre 1928 y 1933 fue diputado en el Reichstag.
En 1920 se casó con Johanna Elisabeth Vollmann, con la que tuvo dos hijos: Friedrich y Georg.
Tras la toma del poder por los nazis en 1933, las nuevas autoridades lo arrestaron por actividades ilegales y durante ocho meses estuvo detenido en varios campos de concentración, como el de Oranienburg o Börgermoor. Posteriormente fue liberado, aunque estuvo siempre vigilado por la Gestapo. En 1939, con el comienzo de la Segunda Guerra Mundial, fue reclutado por la Wehrmacht, y a partir de 1940 pasó a trabajar para la Reichsverlagsamt (Oficina del "Reich" de Editores).

### Alemania Oriental
Después de la desaparición del régimen nazi fue elegido presidente del SPD en la provincia prusiana de Brandeburgo. El hecho de ser el hijo de un expresidente hizo de Ebert uno de los líderes políticos más importantes de la Alemania Oriental. Su papel en este período se puede comparar con el de Jan Masaryk en la Checoslovaquia de posguerra. Ebert fue cortejado por los dirigentes del Partido Comunista de Alemania (KPD), que eran más partidarios de la unificación del SPD con el KPD. La unificación de ambos partidos se acabó produciendo en 1946, con el nacimiento del Partido Socialista Unificado de Alemania (SED). Ebert fue elegido miembro del Comité Central del SED y desde 1949 fue miembro del Politburó. 
Entre 1946 y 1949 ejerció como presidente del Parlamento Regional de Brandeburgo.
Tras el final de la cooperación aliada en la administración de Berlín, Ebert se convirtió en alcalde de Berlín Este. Estuvo en este puesto hasta 1967. Desde 1949, año en que fue fundada la República Democrática Alemana (RDA), también fue miembro de la Volkskammer o "Cámara Popular", ejerciendo asimismo como Vicepresidente de la Volkskammer entre 1949 y 1971. Desde 1960 fue miembro del Consejo de Estado, y tras el fallecimiento de Walter Ulbricht en 1973, se convirtió en jefe de Estado en funciones de la RDA por un breve tiempo.

## Condecoraciones
- Orden de Karl Marx
- Orden Patriótica al Mérito
- Estrella de la Amistad de los Pueblos
- Bandera del Trabajo